# Notiosorex evotis
Notiosorex evotis és una espècie de mamífer de l'ordre dels eulipotifles. És endèmica del centre i l'oest de Mèxic.